# Skip Lievsay

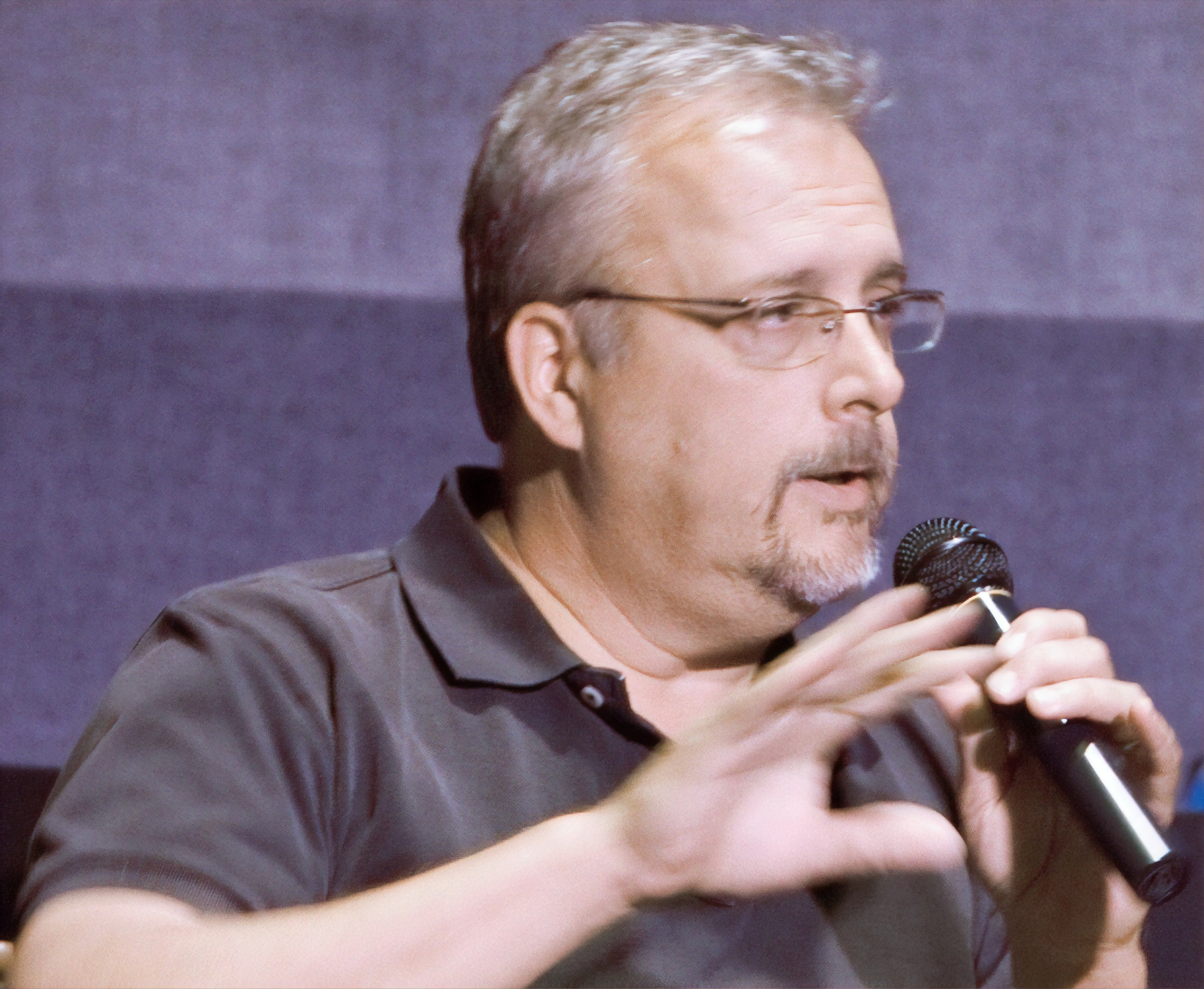
Skip Lievsay

John Skip Lievsay (geboren 1952 oder 1953) ist ein amerikanischer Tontechniker und Tongestalter.

## Leben und Karriere
Lievsay begann seine Karriere 1979 mit dem Film Das Haus der lebenden Leichen, damals im Abspann noch als John Lievsay. Es folgten über 140 weitere Produktionen als Soundeditor, Sounddesigner und Mischtonmeister.
Eigentlich wollte Lievsay Architekt werden, doch entmutigte ihn die Rezession der 1970er-Jahre. Stattdessen verschafften ihm seine Bühnenbaukenntnisse einen Job als Mädchen für Alles bei Low-Budget-Filmproduktionen, wo er unter anderem Schnittassistent tätig wurde. Er wirkte auch an Kurzfilmen für Saturday Night Live mit. Im Laufe seiner Karriere arbeitete er viel mit den Coen-Brüdern, Martin Scorsese und Spike Lee zusammen. Gemeinsam mit anderen betreibt er das Tonstudio C5, Inc. in New York.
Im Jahr 2007 wurde er gleich zwei Mal für den Oscar nominiert, 2011 zwei weitere Male. Erst 2014 wurde er mit einem Oscar in der Kategorie Bester Ton für den Film Gravity ausgezeichnet.

## Filmografie (Auswahl)
- 1985: Die Zeit nach Mitternacht (After Hours)
- 1988: Die grellen Lichter der Großstadt (Bright Lights, Big City)
- 1991: Das Schweigen der Lämmer (The Silence of the Lambs)
- 1995: Der Indianer im Küchenschrank (The Indian in the Cupboard)
- 1997: Men in Black
- 1999: Wild Wild West
- 2002: Men in Black II
- 2006: Spiel auf Bewährung (Gridiron Gang)
- 2007: I Am Legend
- 2008: Operation Walküre (Valkyrie)
- 2011: Wasser für die Elefanten (Water for Elephants)
- 2013: Gravity